# Rifugio Vazzoler
Das Rifugio Vazzoler (vollständiger Name Rifugio Mario Vazzoler; deutsch Vazzolerhütte) ist eine alpine Schutzhütte der Sektion Conegliano des Club Alpino Italiano (CAI). Sie liegt in der italienischen Region Venetien in der Civettagruppe innerhalb der Dolomiten, auf einer Höhe von 1714 m s.l.m. auf dem Gemeindegebiet von Taibon Agordino. Die Hütte ist in der Regel von Mitte Juni bis Ende September geöffnet und verfügt über 50 Schlafplätze.

## Lage
Die Hütte liegt am Col Negro di Pelsa etwa 3,5 km südwestlich der Civetta oberhalb des Val Corpassa. Unweit der Hütte erheben sich nahezu senkrechte Felstürme wie der Torre Venezia oder der Torre Trieste, durch die auch anspruchsvolle Kletterrouten führen. Weiterhin führt der Dolomiten-Höhenweg 1 an der Hütte entlang.

## Geschichte
Die Hütte wurde zwischen 1927 und 1928 von der Sektion Conegliano des CAI unter finanzieller Hilfe der Familie Vazzoler errichtet und 1929 offiziell eröffnet. Benannt ist sie nach dem aus Conegliano stammenden Kletterer und Mitgründer der örtlichen Sektion Mario „Sparissi“ Vazzoler des CAI, der im Alter von 23 Jahren bei einem Autounfall 1927 tödlich verunglückte. Das Rifugio wurde 1936 und 1956 um jeweils einen Gebäudeflügel erweitert und 1990 renoviert. 1947 wurde in unmittelbarer Nähe der Hütte eine Dependance errichtet und 1958 die kleine Kapelle Madonna della Neve. 1968 eröffnete südlich des Rifugio ein nach dem italienischen Staatspräsidenten Antonio Segni benannter kleiner alpiner botanischer Garten.

## Zustiege
- Von der Capanna Trieste 1135 m ⊙ auf Weg 555 in 1 ½ Stunden
- Von Cencenighe Bastiani, 971 m ⊙ auf Weg 562, 560 in 4 ½ – 5 Stunden
- Von Cencenighe Colaz, 1031 m ⊙ auf Weg 567, 560 in 3 ½ – 4 Stunden

## Nachbarhütten und Übergänge
- Zum Rifugio Carestiato, 1834 m ⊙ auf Weg 555, 554 in 4 Stunden
- Zum Rifugio Torrani, 2984 m ⊙ auf Weg 555, 558 in 5–5 ½ Stunden
- Zum Rifugio Coldài, 2135 m ⊙ auf Weg 555, 558, 557 in 4–5 Stunden